# Honda CB 1000
La Honda CB 1000, chiamata anche Honda CB1000 Super Four, è una motocicletta prodotto dalla casa motociclistica giapponese Honda dal 1992 al 1998.

## Descrizione
La CB 1100 è una naked della famiglia CB, dotata di un propulsore da 998 cm³ a quattro cilindri con distribuzione bialbero a 16 valvole, derivato dalla Honda CBR1000F.